# Cakewalk (Bandlab)
Pour les articles homonymes, voir Cake et Sonar.
Cakewalk est une station audionumérique gratuite développée par BandLab Technologie, disponible sur Windows.
Auparavant développé par Twelve Tone Systems, sous le nom de Cakewalk, et spécialisé dans la création de séquences MIDI. Il devient connu sous le nom de SONAR en 2001 lors de son rachat par Roland. Puis retrouve son nom d'origine, Cakewalk, en 2018 quand il est racheté par BandLab.
Sonar a été le premier logiciel à supporter nativement le mode 64 bits indispensable pour les gros projet audio (chargement des banques de son et exécution des effets en temps réel). Cet atout majeur ne prend son sens que si des drivers matériels et des plug-ins VST DirectX sont compatibles 64 bits.
Il comporte notamment un séquenceur MIDI et audio, des synthétiseurs virtuels et des effets MIDI et audio. 
Le 20 novembre 2017, le groupe Gibson qui avait auparavant racheté Twelve Tone explique vouloir se recentrer sur l’audio grand public sous la marque Philips et a donc pris la décision de stopper le développement de Cakewalk. Une équipe a été mise en place pour assurer le support et le fonctionnement des serveurs malgré l'arrêt de la production de ce logiciel.
Les droits de propriétés intellectuels du logiciel ont été rachetés en 2018 par la société Bandlab Technologies, dont l'activité est principalement centrée sur une plateforme collaborative de création de musique. Ils ont décidé, non seulement de poursuivre  les mises à jour du logiciel, mais aussi de le proposer gratuitement aux utilisateurs en téléchargement via leur application (elle-même téléchargeable sur leur site officiel après y avoir créé son compte utilisateur).

## Aperçu
Cakewalk est une station audionumérique à usage professionnel, développée par BandLab Technologies, basée à Singapour .
Jusqu'en 2017, il était vendu par Cakewalk sous le nom SONAR. Cakewalk by BandLab a les mêmes caractéristiques initiales que la version professionnelle de Sonar. Le système d'adhésion précédent a été supprimé en raison de la gratuité du logiciel et depuis mai 2019 la mise à jour s'est poursuivie à un rythme presque mensuel.
Entre 1987 et 2017, le logiciel se spécialise dans le traitement des données MIDI et la gestion de synthétiseurs. 
Son histoire en tant que station de travail audio numérique remonte à Cakewalk Pro Audio 4 (1996), à l'attention de Windows 95. La société Roland est alors responsable de la gestion et des ventes à l'extérieur de l'Amérique du Nord et du Japon. En 2000, le groupe décide de racheter l’entièreté de la marque Cakewalk et sort ensuite SONAR en 2001 avec des mises-à-jour annuelles.
En 2013, Cakewalk est vendu à la société Gibson.
En 2015, la numérotation des SONAR est supprimée et le système d'adhésion est introduit . L'idée est un système d’adhésion annuel pendant lequel les mises à jour mensuelles sont installées gratuitement. Après la fin de l'abonnement, le logiciel reste utilisable mais n'a plus accès aux mises-à-jour.
En 2017 la société mère de Cakewalk, Gibson alors en difficultés financières, a annoncé la fin du développement de tous les produits Cakewalk, y compris la série SONAR.
En avril 2018, BandLab Technologies acquiert les actifs de Cakewalk, Inc.  et propose par la suite le programme gratuitement.

## Histoire
- 2001 : SONAR est racheté par Roland. Il prend en charge les normes DirectX / DXi et peut désormais utiliser des synthétiseurs et effets logiciels à part entière. La même année, SONAR Home Studio 2002, une version allégée pour l'entrée de marché est proposé, tandis que Music Creator 2002 et Music Creator Pro 24, des versions moins chères, sont proposées en entrée de gamme.
- Juin 2002 : Sortie de SONAR 2.0. Il prend en charge les normes DXi 2.0 et ReWire 2. La même année, Music Creator 2003 est diffusé.
- Juillet 2003 : SONAR Home Studio 2004 et SONAR Home Studio 2004 XL. Ils sont basés sur SONAR 2.2. L'édition XL est livrée avec plusieurs synthétiseurs logiciels, des effets et des boucles audio.
- Août 2003 : SONAR 3. À partir de cette version deux nouvelles appellations avec des fonctionnalités différentes apparaissent : Producer Edition et Studio Edition. En plus du renouvellement de l'interface utilisateur, des améliorations importantes ont été apportées comme la prise en charge des boucles ACID, des normes VST / VSTi, WDM et ASIO. De plus, Sonitus: fx Suite est désormais fourni.
- Juin 2004 : SONAR Home Studio version 2 et SONAR Home Studio version 2 XL. Il s'agit de versions abouties de Home Studio 2004 et 2004 XL. Le support VST / VSTi est nettement amélioré.
- Septembre 2004 : SONAR 4 . Ajout d'une fonction de gel de piste et prise en charge de l'audio surround .
- 2005 : Sortie de Music Creator 2 et Music Creator Pro 2.
- Janvier 2005 : SONAR x64 Technology Preview . Il s'agit d'un prototype basé sur SONAR 4 Producer Edition et compatible avec x64.
- Avril 2005 : SONAR LE. Une version gratuite et restreinte de la série SONAR 4 et fournie avec certaines cartes sons comme des claviers de la marque Roland.
- Juillet 2005 : SONAR Home Studio version 4 et SONAR Home Studio version 4 XL . Ils sont encore basés sur SONAR 4.
- Octobre 2005 : SONAR 5. La prise en charge x64 est officielle à partir de cette version. La technologie BitBridge permet aux plug-ins 32 bits de fonctionner dans un environnement 64 bits. Il est équipé de Roland V-Vocal (un correcteur de justesse), et le moteur audio est amélioré sur la base de nombres à virgule flottante 64 bits. De plus, les plug-in VST / VSTi fonctionnent désormais de manière native.
- 2006 Février : Music Creator 3 est publiée.
- Mai 2006 : SONAR 6. La coopération avec les contrôleurs externes est améliorée grâce à la technologie ACT. Pour l'audio, un outil de synchronisation audio non destructif nommé AudioSnap est incorporé (utilisant iZotope et Radius comme technologie d'étirement temporel).
- Janvier 2007 : SONAR Home Studio 6 et SONAR Home Studio 6 XL. Ils sont basés sur SONAR 6.2. En outre, SONAR LE est mis à jour, redessinée à la sauce SONAR 6 .
- Septembre 2007 : SONAR 7. Il est équipé d'un nouveau séquenceur pas à pas. Il prend en charge l'édition multipistes avec un piano roll qui ressemble graphiquement à la gestion des notes dans Ableton Live.
- Novembre 2007 : Sortie de Music Creator 4 .
- 2008 Septembre : SONAR 8 et ses déclinaisons, SONAR Home Studio 7, SONAR Home Studio 7 XL. À partir de cette version, "Edition" n'est plus stipulé (Producer Edition → Producer , Studio Edition → Studio). SONAR 8 comprend des améliorations et optimisations majeures, notamment un navigateur de boucle amélioré, une nouvelle piste d'instrument, des performances améliorées et la prise en charge de WASAPI. Le même mois, Twelve Tone Systems, Inc. a été renommé Cakewalk, Inc.
- 2009 Avril : Music Creator 5 est publié.
- 2010 Novembre : SONAR X1 et ses déclinaisons. À partir de cette version, SONAR Home Studio a été intégré à la série SONAR. L'interface interface utilisateur est refondue et un ProChannel par piste, et par défaut, est rajouté.
- 2011 Juillet : Music Creator 6. Il est basé sur SONAR X1.
- 2012 Septembre : SONAR série X2. L'outil intelligent, le Piano Roll, et la Matrix View ont été améliorés et de nombreux plugins ont été ajoutés. La mise à jour X2a, annoncée en octobre de la même année, prend officiellement en charge Windows 8 et les surfaces tactiles.
- Mai 2013 : Music Creator 6 Touch est diffusé sur  SONAR est sorti de Roland Steam. Il ajoute la prise en charge de Windows 8. Music Creator 6 bénéfice désormais aussi de fonctionnement tactiles.
- Septembre 2013 : SONAR X3. Essential a été renommé X3 sans marque. La norme VST3 est désormais prise en charge et de nombreux plugins ont été ajoutés.
- Janvier 2015 : SONAR. La numérotation est abandonnée alors que les noms des trois versions sont modifiés (Producteur → Platine , Studio → Professionnel , No Mark → Artiste ). De plus, un système d'adhésion est introduit et la fréquence des mises à jour est désormais mensuelle. En février de la même année, la première version majeure (la mise à jour "Braintree") est livrée comme prévu. Avec comme nouveauté le support du format TEAC et de nouveaux plug-ins.
- Février 2015 : Music Creator 7.
- Juin 2016 : Du 1er juin au 31 août 2016, une licence «LifeTime Update» (LTU) a été offerte aux clients ayant acheté SONAR Platinum. Les utilisateurs avec une licence LTU sont garantis des mises à jour permanentes sans payer de frais d'adhésion.
- Novembre 2016 : SONAR Home Studio. Basé sur la série SONAR, le système de numérotation a également été éliminé.
- Avril 2017 : Avec la coopération de CodeWeavers, un prototype pour ordinateur Apple est développé. SONAR Mac Prototype, un portage de SONAR H SONAR est sorti de Roland ome Studio pour macOS, est proposé gratuitement .
- 17 novembre 2017 : Le développement des produits Cakewalk, y compris la série SONAR, est arrêté par Gibson.
- 4 avril 2018 : Cakewalk by BandLab première version à suivre le rachat par BandLab Technologies est proposé gratuitement. De nombreux plug-ins qui étaient auparavant fournis avec la série SONAR ne le sont plus, mais le logiciel propose gratuitement les fonctionnalités équivalentes à SONAR Platinum. Les fonctionnalités sont constamment étoffée et mise-à-jour de manière quasi mensuelle.
- septembre 2020 : Une partie des plugins VST fournis avec le défunt Sonar, et encore au format 32 bit, sont rendus à nouveau disponible.

## Caractéristiques principales

### Séquenceur Audio
Chaque piste de Cakewalk bénéficie d'une chaîne de signal appelée Pro Channel avec égalisateur, compresseur et d'autres effets prédéfinis. 
De nombreuses automatisations des processus de mixage audio sont possibles.
Les plugins d'instruments VSTi inclus par défaut sont Cakewalk TTS-1 (version intégrée de Roland / EDIROL Hyper Canvas) et Cakewalk Studio Instruments (guitare basse, kit de batterie, piano électrique, section cordes).
Les plugins d'effets VST par défaut sont Overloud TH3 Cakewalk Edition, BREVERB 2 Cakewalk, Sonitus: fx Suite (Compressor, Delay, Equalizer, Gate, Modulator, Multiband, Phase, Reverb, Surround, Surround Compressor, Wahwah), ainsi que le plugin Drum Replacer. Melodyne est également compatible nativement.

### Séquenceur MIDI
Cakewalk prend en charge un piano roll, des entrées numériques illimitées, un séquenceur pas-à-pas et l'entrée de partition.
De nombreuses automatisations des processus de création MIDI sont possibles.

### Arranger Track
Une matrice audio, à la manière d'Ableton Live, est depuis longtemps incluse dans le logiciel mais, depuis peu, une fonction de piste d'arrangeur non linéaire pour la création de morceaux et l'expérimentation créative est implantée de le programme.
C'est un outil d'arrangement qui offre un flux de travail pour réorganiser facilement des sections de l'ensemble du projet en une seule unité au lieu de déplacer des clips individuels. Il permet d'expérimenter un morceau de musique avec différentes structures de manière non destructive et non linéaire. Les sections offrent un moyen supplémentaire d'effectuer des sélections et des modifications temporelles du projet.

### Mixage Audio
Cakewalk permet l'enregistrement en temps réel de sources audio. Il fournit des fonctions d'édition et de son surround multipistes (5.1 canaux et 7.1 canaux). Des boucles audio peuvent être créer dans le logiciel ou importées à partir d'autres logiciels compatibles. Il prend également en charge un moteur audio à virgule flottante 64 bits.
Le logiciel comporte également une console de mixage complète avec inserts par tranches, envoi d'auxiliaires, bus et sous-groupes, ainsi qu'une forme de VCA par groupement évolué des commandes de pistes et/ou bus.
Les options de sortie audio sont AIFF, AU, CAF, FLAC, MP3, RAW, SD, W64 (Sony Wave-64) et WAV (Microsoft) .
La version 2015 prend en charge l'édition native au format DSD.

### AudioSnap
AudioSnap est un outil qui permet la correction du timing audio sans découpage ni montage destructif. Basé sur une technologie de détection des transitoires sophistiquées, le moteur AudioSnap analyse automatiquement le contenu des fichiers audio enregistrés et importés, afin de déterminer leur structure rythmique. Si les transitoires dans le clip audio ne sont pas alignés comme désiré, en utilisant la commande AudioSnap, il est possible de quantifier le clip sur une grille. Soit une partie ou soit l'ensemble du projet peut être quantifiée en temps réel.  Il est également possible d'appliquer le groove des transitoires à des pistes MIDI et inversement.

### Vidéo
Le logiciel prend en charge les fichiers avi , mpeg , wmv et mov et peut afficher des vidéos sous forme de miniatures sur des pistes distinctes afin d'aider la composition de musique à l'image. Il est également possible de diffuser de la vidéo sur un moniteur externe via un matériel compatible et FireWire. Tous les formats, tailles et taux de trame SMPTE courants sont pris en charge.

### Normes prises en charge
Cakewalk se connecte facilement à d'autres applications multimédia avec précision via ReWire.
Il prend également en charge le standard ARA permettant une intégration transparente. À partir de la version 2019.05, la norme ARA2 est prise en charge.
Il prend en charge nativement les formats de plug-in DirectX, DXi, VST et VSTi.

### Cakewalk Application Language
CAL (Cakewalk Application Language, Cakewalk Application Language) est un langage de script qui peut décrire et automatiser les opérations liées au MIDI .

### Technologie de contrôleur actif
Cette fonction, également appelée ACT, aide à attribuer des contrôleurs et des surfaces MIDI à des paramètres personnalisés.  Ce contrôleur est réglé de manière à transmettre des messages MIDI. Il est entièrement compatible avec le SONAR V-STUDIO 700, une console d'automatisation dédiée à SONAR.
SONAR prend également en charge d'autres contrôleurs et surfaces, tels que CM Labs MotorMix. Il inclut un plugin générique appelé ACT MIDI Controller. Il est configuré pour prendre en charge les contrôleurs et surfaces MIDI courants, tels que le JL Cooper FaderMaster, le Peavey PC-1600 et le Kenton Control Freak. Le standard Mackie Control Universal est aussi totalement intégré.

### Autres
Depuis la version 5, SONAR possède un traitement interne complet et un moteur audio 64 bits.
La source sonore du logiciel prend également en charge la norme GM2 (Virtual Sound Canvas jusqu'à SONAR 3 et la source sonore intégrée basée sur HyperCanvas TTS-1 après SONAR 4). Ainsi qu'une possibilité poussée d'attribution de nom de patches et presets pour de nombreux synthétiseurs.

## Cakewalk by Bandlab

### Configuration minimale requise
- Système d'exploitation: Windows 7 ou version ultérieure (64 bits uniquement)
- CPU: Intel ou AMD multicœur
- RAM: 4 Go
- Espace disque libre: 3 Go
- Résolution d'écran: 1280×800
- Matériel: compatible ASIO recommandé

### Historique des versions
- Version 2018.04
- Version 2018.05
- Version 2018.06
- Version 2018.07
- Version 2018.08
- Version 2018.09
- Version 2018.11
- Version 2019.01
- Version 2019.03
- Version 2019.05
- Version 2019.07
- Version 2019.09
- Version 2019.12
- Version 2020.01 : Ajout d'une nouvelle option "Instrument Track Per Output" dans le menu "Add Track" et dans la boîte de dialogue "Insert Soft Synth Options" pour les synthés logiciels qui prennent en charge plusieurs sorties.
- Version 2020.04 : Cette version présente une fonction de piste d'arrangeur non linéaire qui est utile pour la création de morceaux et l'expérimentation créative. De nombreuses autres améliorations importantes des fonctionnalités sont également incluses, telles que les préréglages du module ProChannel et une améliorations de l'insertion de pistes d'instruments.
- Version 2020.05 : Cette version introduit une mise à l'échelle dynamique des formes d'onde lors du changement d'automatisation des clips, une amélioration de la prise en charge des plug-ins mono, une meilleure gestion de la molette de la souris, de nombreuses améliorations d'automatisation, des transitions d'interface utilisateur plus fluides, des optimisations moteur d'interface utilisateur et des corrections de bogues.
- Version 2020.08 : Cette version introduit la prise en charge de plusieurs pistes Arrangeur, des types de section Arrangeur, des modèles Arrangeur, de l'automatisation MIDI sur les pistes d'instruments, des améliorations de l'espace de travail, des plug-ins Classic Creative Suite et Channel Tools, de nouveaux préréglages de chaîne d'effets, l'exportation directement vers un fichier MIDI standard et des améliorations de stabilité.
- Version 2020.09 : Mise-à-jour de stabilité.